# .இலங்கை
.இலங்கை (Punycode: .xn--xkc2al3hye2a) — национальный домен верхнего уровня для Шри-Ланки. Введён в эксплуатацию 19 августа 2010 года. Предназначен для размещения ресурсов на тамильском языке.